# Mako Iwamatsu
Mako Iwamatsu (マコ 岩松 Iwamatsu Mako?) también conocido como Makoto Iwamatsu (岩松 信  Iwamatsu Makoto?) y por su seudónimo artístico, Mako (マコ?) (10 de diciembre de 1933 - 21 de julio de 2006) fue un actor japonés nacionalizado estadounidense.

## Biografía
Nació en Kōbe, Japón, y su padre fue el conocido autor e ilustrador de libros infantiles Taro Yashima. Sus padres emigraron a los Estados Unidos cuando era un niño, y pudo reunirse con ellos después de la Segunda Guerra Mundial, tras enlistarse en el ejército en la década de 1950. A pesar del resentimiento antijaponés debido a la guerra con Japón, se naturalizó como estadounidense en 1956. 

## Carrera
Entre las películas en las que actuó se destacó en: 
- El cañonero del Yang-Tzé (1966)
- Conan el Bárbaro (1982)
- Conan el Destructor (1984)
- Más allá de las líneas enemigas (Behind Enemy Lines) (1986)
- Tucker, un hombre y su sueño (Tucker: The Man and His Dream) (1988)
- Robocop 3 (1993)
- Sol naciente (1993)
- Los inmortales III: El hechicero (Highlander III: The Final Dimension) (1994)
- Crying Freeman: Los paraísos perdidos (1995)
- Siete años en el Tíbet (1997)
- The Bird People in China (1998)
- Pearl Harbor (2001)
- El monje (Bulletproof Monk, 2003)
- Memorias de una geisha (2005)
- Rise: Cazadora de sangre (Rise: Blood Hunter) (2007)
- TMNT (2007), donde prestó su voz a Splinter

Trabajó en la serie Charmed, temporada 6 capítulo 5 "Love is a witch" como el demonio que hizo la pócima para proteger contra la empatia de Phoebe, y en la película Bulletproof monk (El monje, 2003).
Adicionalmente trabajó en varios telefilmes como Hiroshima: Out of the Ashes (1990). También dio voz a personajes como Aku en la serie Samurai Jack y como el narrador de El laboratorio de Dexter.
En 2001 llevó a cabo una discreta actuación como el almirante japonés Isoroku Yamamoto en Pearl Harbor. Fue su última actuación en el celuloide. También es conocido por haber interpretado la voz de Iroh en Avatar: la leyenda de Aang.

## Vida personal
Mako estaba casado con la actriz Shizuko Hoshi con la que tuvo 2 hijas, y luego 3 nietos.

## Muerte
Mako falleció en Somis, California el 21 de julio de 2006, a la edad de 72 años, después de un periodo sufriendo de cáncer de esófago. Un día antes de su muerte, Mako fue confirmado para trabajar en la película TMNT, haciendo la voz del Splinter. Kevin Munroe, el director de la película, confirmó que Mako había completado sus grabaciones antes de su muerte, convirtiéndose así en el último papel en representar. Este filme está dedicado a Mako. Además, en el episodio 15 de la segunda temporada de Avatar: La Leyenda de Aang, "Aventuras en Ba Sing Se", el cuento de Iroh está también dedicado a él, puesto que él era quien le prestaba la voz a Iroh. En la serie siguiente, La Leyenda de Korra, el personaje de Mako lleva su nombre como tributo a la memoria del actor.
En la mayoría de sus películas se lo incluía en los créditos sencillamente como "Mako", el mismo nombre que aparece en su estrella en el Paseo de la Fama de Hollywood (7095 Hollywood Blvd).

## Premios y distinciones
Premios Óscar
| Año  | Categoría              | Película         | Resultado |
| ---- | ---------------------- | ---------------- | --------- |
| 1967 | Mejor actor de reparto | The Sand Pebbles | Nominado  |